# Neurolyga turmalis
Neurolyga turmalis är en tvåvingeart som först beskrevs av Camillo Rondani 1840.  Neurolyga turmalis ingår i släktet Neurolyga och familjen gallmyggor.
Artens utbredningsområde är Italien. Inga underarter finns listade i Catalogue of Life.